# Nanputuotempel

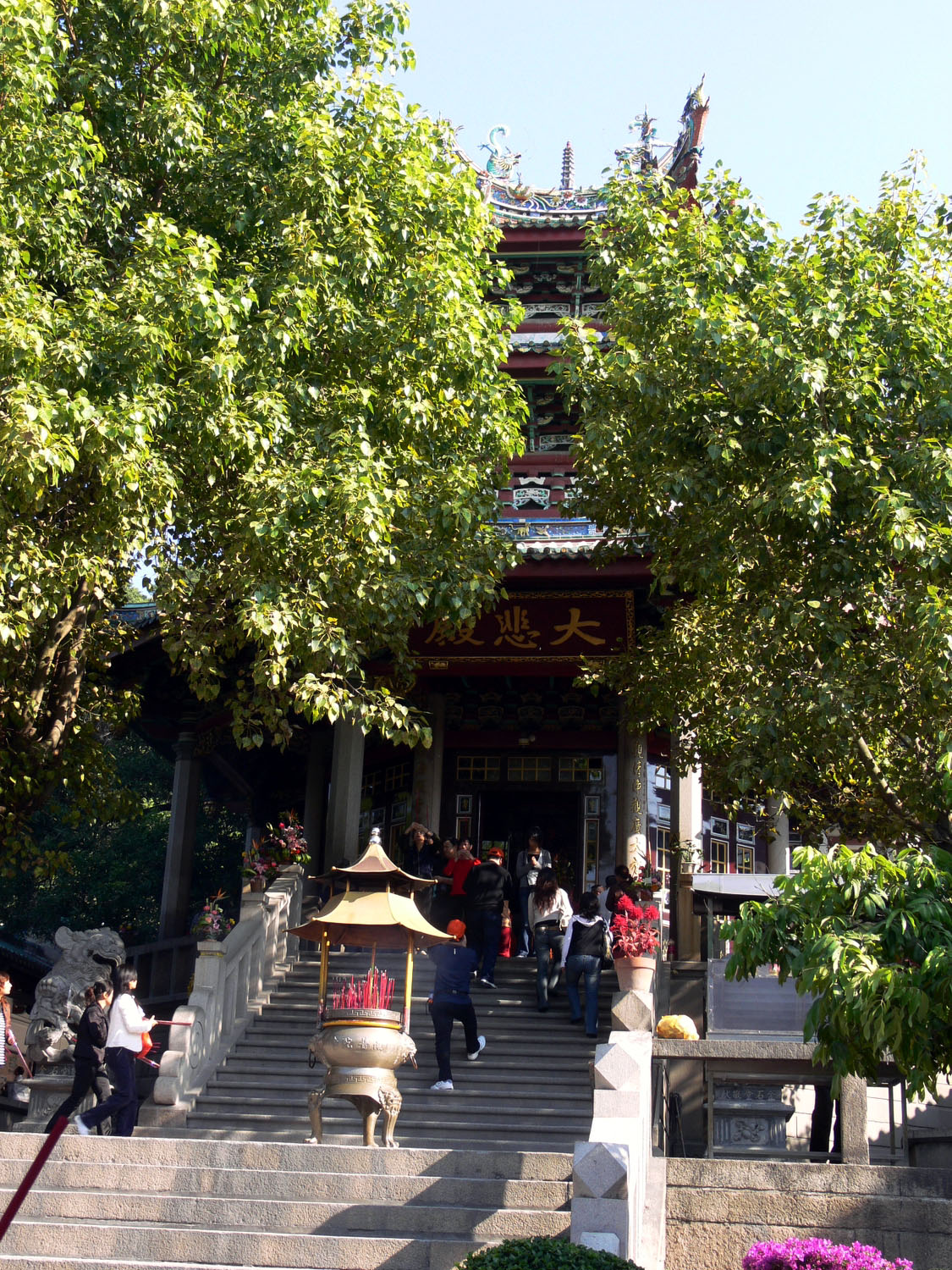
Dabeihal

Nanputuotempel is een boeddhistische tempel in Xiamen gewijd aan Guanyin. De tempel komt aan de naam Nanputuo, wat Zuid-Putuo betekent, doordat het gebouw lijkt op een Guanyintempel op het Zhejiangse Putuo Shan. Nanputuotempel ligt ten zuiden van Putuo Shan. De tempel is zeer bekend in de gebieden Minnan en Zuidoost-Azië.

## Geschiedenis
De tempel werd in de Tang-dynastie gebouwd. Toen heette de tempel Sizhoutempel (泗洲寺). De tempel was verlaten tijdens de Yuan-dynastie. In de Ming-dynastie werd de tempel herbouwd en kreeg het de naam Puzhaotempel (普照寺). Aan het einde van deze dynastie raakte de tempel beschadigd door de oorlogen. De tempel was verlaten en in 1684 werd de tempel gerenoveerd. De Dabeihal waar Guanyin wordt vereerd, doet denken aan de Guanyintempel van Putuo Shan. Hierdoor werd de tempel hernoemd tot Nanputuotempel.
Tijdens de Culturele Revolutie werd de tempel ernstig beschadigd door de Rode Garde. De oostkant van de tempel werd veranderd in een metaalwarenfabriek en de westkant van de tempel werd veranderd in een basisschool en meloenenakker. In 1978, toen er een einde kwam aan de Revolutie, werd het Nanputuotempelcomité opgericht door hoofdmonnik Miaozhan (妙湛) om de tempel in oude glorie te herstellen.

## Boeddhistische stroming
De boeddhistische stroming van de tempel is de Linjischool. In 1928 ging de hoofdmonnik van de tempel, bhikkhu Taixu (太虚和尚), naar Amerika en Europa om het boeddhisme te propageren. Hiermee was hij de eerste Chinese monnik die naar het Westen ging om te onderwijzen.

## Gebouw
Nanputuotempel bestaat uit meerdere gebouwen waaronder:
- Dabeihal (herbouwd in 1930)
- Hal van de Vier Hemelse Koningen (herbouwd in 1925)
- Klokkentoren
- Mahavirahal (herbouwd in 1932)
- Soetragebouw/bibliotheek
- Trommeltoren